# أبيمديون دائم الخضرة
أبيمديون دائم الخضرة (الاسم العلمي: Epimedium sempervirens) هو نوع من النباتات يتبع جنس الأبيمديون من الفصيلة البرباريسية.